# Campionato francese di rugby a 15 1907-1908
Il Campionato francese di rugby a 15 di prima divisione 1907-1908 fu vinto dallo Stade français che sconfisse lo Stade bordelais UC in finale.
Per la quinta volta consecutiva le due squadre si trovarono in finale ma questa volta Lo Stade français mise fine alla serie di quattro titoli ottenuti dallo SBUC.

## Semifinali
| Squadra 1          | Squadra 2             | Risultati |
| ------------------ | --------------------- | --------- |
| Stade français     | S.O.E.V.S. Toulousain | 15-5      |
| Stade bordelais UC | Le Havre AC           | 27-3      |

## Finale
| Arbitro: | Frank Potter-Irwin |

| |            | |
| mete: Vareilles, Icart Mouronval, Maclos trasf.: Maclos | Marcatori  | mete: Massé |
| Charles Beaurin B.Moussou S.Archer W.Hadley Jules Icart René Duval Marcel Communeau Paul Maclos Bernard Galichon Gilbert Charpentier Émile Lesieur Francis Mouronval Jacques Dedet Charles Vareilles Julien Combe | Formazioni | Herman Droz Robert Blanchard Augustin Hordebaigt Alphonse Massé Louis Mulot Albert Branlat Marc Giacardy Marcel Laffitte Jack Hird André Lacassagne Maurice Bruneau Maurice Leuvielle Louis Versfeld Hélier Thil Henri Martin |